# Río Drac
El río Drac es un río del Delfinado francés, que nace al sur del macizo de los Écrins, en el departamento de Altos Alpes, en la región de Provenza-Alpes-Costa Azul. Poco antes de llegar a la ciudad de Grénoble, recibe por la derecha las aguas del río Romanche, que viene del Oisans. Desemboca en el río Isère en Grénoble tras un curso de 130,5 km. Su cuenca comprende 3550 km².
Riega los departamentos de Altos Alpes e Isère

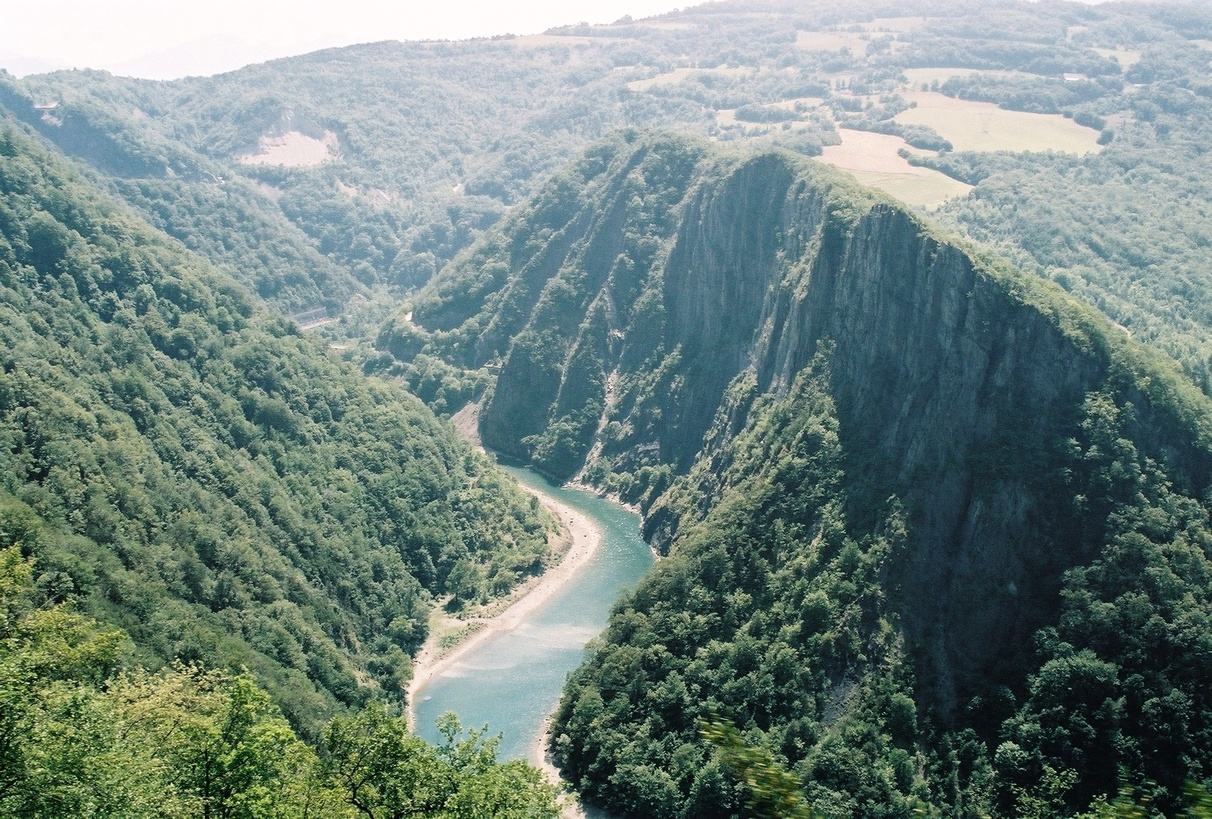
Vista de las gargantas del Drac.

## Principales afluentes
- El Severese, 32,9 km desde el macizo des Écrins, a través del Valgaudemar, hasta Saint-Firmin.
- El Souloise, 25,6 km, desde el macizo de Dévoluy hasta el lago Sautet.
- El Bonne, 40,1 km, desde el macizo des Écrins por Valbonnais, al sur de La Mure.
- El Ébron, 32,1 km, desde Trièves, al lago de Monteynard-Avignonet.
- El Romanche, 78,4 km, desde el macizo des Écrins hasta Champ-sur-Drac.
- El Gresse, 34,6 km, desde Grand Veymont a Varces.